# Marcus Hammerschmitt
Marcus Hammerschmitt, né en 1967 à Sarrebruck en Allemagne, est un journaliste et un écrivain allemand.

## Biographie
Marcus Hammerschmitt termine ses études de germanistique et de philosophie avec un travail sur Minima Moralia. Réflexions sur une vie mutilée du philosophe allemand Theodor W. Adorno. Parallèlement à ses romans de science-fiction, il publie des essays et des articles dans un webzine dénommé Telepolis et dans l'hebdomadaire Jungle World. Il est également l'auteur de poèmes multimédias. 

## Prix littéraires
Marcus Hammerschmitt a reçu plusieurs distinctions littéraires :
- 1996 : Prix allemand de science-fiction de la meilleure nouvelle pour Die Sonde [La sonde] ;
- 1999 : Prix Kurd-Laßwitz de la meilleure nouvelle de science-fiction pour Wüsterlack [Désert laqué] ;
- 2001 : Prix Kurd-Laßwitz de la meilleure nouvelle de science-fiction pour Troubadoure [Troubadours].

## Œuvres
- 1995 Der Glasmensch, [L'homme de verre] ;
- 1997 Wind, [Vent] ;
- 1998 Target ;
- 1999 Instant Nirwana [Nirvana instantané]
- 2000 Der Opal, [L'Opale] ;
- 2001 Der Zensor, paru en français sous le titre Nanotikal ;
- 2002 PolyPlay ;
- 2002 Das geflügelte Rad - Über die Vernichtung der Eisenbahn [La roue ailée - De la destruction des chemins de fer] ;
- 2006 Das Herkules-Projekt [Le projet Hercule].

### Traductions françaises
Nouvelles
- Carnassiers, traduit de l'allemand par Claire Duval in : Eros millenium, J'ai Lu, coll. « Millénaires », 2001 ;
- À la centrale, traduit de l'allemand par Claire Duval in : Utopiae 2004, traduit de l'allemand par Claire Duval, L'Atalante, coll. « La dentelle du cygne », 2004 ;
- Meubles de jardin, traduit de l'allemand par Guillaume de Grimoard, in : Galaxie, revue no 38, 2005.

Romans
- Nanotikal, traduit de l'allemand par Frédéric Weinmann, L'Atalante, coll. La Dentelle du cygne, 2006.